# Ledin Live 2006
Ledin Live utkom 2006 och är ett livealbum av den svenske popartisten Tomas Ledin. Albumet medföljde Ledins studioalbum Plektrum (2006).

## Låtlista
1. "Inte en chans" – 4:22
2. "Lika hopplöst förälskad" – 5:42
3. "På vingar av stål" – 5:03
4. "Det ligger i luften" – 2:19
5. "Jag kanske inte säger det så ofta" – 5:21
6. "En dag på stranden" – 5:18
7. "Helt galen i dig" – 4:17
8. "Ja' ville va'" – 3:02
9. "I natt är jag din" – 10:33
10. "Sommaren är kort" – 4:24
11. "En del av mitt hjärta" – 5:54
12. "Gilla läget" – 4:44
13. "Just nu!" – 3:48
14. "En man som älskar" – 3:51
15. "Om så bara för en kväll" – 7:06
16. "Hon gör allt för att göra mig lycklig" – 4:18
17. "Sensuella Isabella" – 7:20

### Fotnoter
1. ↑  ”Ledin Live 2006”. Svensk mediedatabas. http://smdb.kb.se/catalog/search?q=Tomas+Ledin+Live&sort=OLDEST. Läst 18 januari 2013.